# Фишер, Отакар
 Отакар Фишер  (нем. Otokar Fischer; 20 мая 1883, Колин — 12 марта 1938, Прага) — профессор немецкой литературы Пражского университета, чешский поэт, переводчик, известный критик.

## Биография
Из научных работ Фишера пользовались известностью «Клейст и его творчество» (чеш. H. v. Kleist a jeho dílo, 1913), «Ф. Ницше» (чеш. Friedrich Nietzsche, 1913) и «Вопросы литературной психологии» (чеш. Otázky literární psychologie, 1912). Целый ряд критических работ посвящены театру («К драме» — K dramatu, 1919). Фишер переводил Шекспира, Корнеля и других западноевропейских драматических писателей. Им написана историческая трагедия «Пшемысловцы» (Přemyslovci, 1918), трагедия «Геракл» (Herakles, 1919) и трагикомедия из послевоенной жизни «Часы мира» (Orloj světa, 1921). В своих драматических произведениях Фишер искал пути к классическому искусству, но в области драмы, как и лирики, он по существу романтик. В лирических произведениях — сборники «Царство мира» (Kralovná světa, 1911), «Озаренные окна» (Ozářená okna, 1916), «Горящий куст» 1917, «Лето» (Léto, 1919), «Круги» 1921, «Голоса» (Hlasy, 1923) — Фишер воспевает любовь и смерть, давал ряд лирических описаний природы, тонко анализировал внутренние противоречия своего «я». В научных работах, критических статьях был типичным эклектиком, лишенным единства мировоззрения; в лирике он яркий выразитель мелкобуржуазной стихии — неустойчивой и колеблющейся, тревожимой неразрешимыми для неё социальными проблемами.